# 小林修 (化学者)
小林 修（こばやし しゅう、1959年6月13日 - ）は、日本の有機化学者。東京大学大学院理学系研究科教授。理学博士。水を溶媒とした有機合成研究で知られる。水中で安定なルイス酸の開発、水中での不斉合成反応など多数の成果を上げている。高分子固定化触媒などの研究も行っている。
武蔵高等学校卒業後、1983年に東京大学理学部化学科を卒業、1987年に同大学院理学研究科博士課程中退。同年より東京理科大学理学部にて助手、講師、助教授を歴任後、2001年には東京大学大学院薬学系研究科教授に就任。2007年より現職。
国内外を問わず多数の受賞歴がある。2006年にC.S. Hamilton Award受賞。日本人としては野依良治に次ぎ二番目である。また同年にHoward Memorial Lecturerに選出される。日本人として初である。

## 受賞・栄典
- 1991年 日本化学会進歩賞[2][3]
- 1997年 Springer Award in Organometallic Chemistry[2][3]
- 2001年 日本IBM科学賞[2][3]
- 2002年 名古屋シルバーメダル[2][3]
- 2005年 三井化学触媒科学賞[2][3]
- 2005年 日本学術振興会賞[2][3]
- 2006年 Arthur C. Cope Scholar Awards[2][3]
- 2006年 Howard Memorial Lecturer賞[2][3]
- 2015年 東レ科学技術賞[3]
- 2020年 紫綬褒章[4][5][6]

## 関連人物
- 向山光昭
- 眞鍋敬